# Lisbeth Scott
Lisbeth Scott (* 1. Januar 1968 in Boston, Massachusetts) ist eine US-amerikanische Sängerin und Songwriterin.
Bekannt ist sie vor allem durch Filmmusik, wie zum Beispiel für Avatar.

## Karriere
Die in Boston aufgewachsene Lisbeth Scott zeigte bereits in jungen Jahren Interesse an Musik und begann als 6-Jährige das Pianospielen zu erlernen. Sie studierte am New England Conservatory of Music, dem Connecticut College in New London und der University of London und zog später nach Los Angeles.
Erst nach ihrem Universitätsabschluss begann sie mit dem Singen. Nachdem ein Bekannter ihr Gesangstalent erkannte, stellte er sie dem Filmkomponisten Hans Zimmer vor, was der Beginn ihrer Karriere war. Infolgedessen arbeitete Scott an der Musik für diverse Filme mit verschiedenen Komponisten zusammen. Als persönlichen Durchbruch bezeichnet sie ein von John Williams geschriebenes fünfminütiges Solo für den Film München von 2005.
Für das Computerspiel Gothic 3 von 2006 nahm sie in ihrem eigenen Studio in Kalifornien Gesangsaufnahmen auf Basis der Komposition von Kai Rosenkranz auf.
In der Fernsehserie True Blood bei der sie am Soundtrack mitarbeitete hatte sie 2011 einen Cameo-Auftritt.
Neben Filmmusik hat sie auch mehr als zehn Alben veröffentlicht.

## Privates
Scott war mehrere Jahre mit dem Komponisten Nathan Barr verheiratet und lebt in Kalifornien.
Sie beherrscht die Instrumente Klavier, Akkordeon, Gitarre, Kalimba und Hackbrett.
2015 sammelte sie auf der Plattform Kickstarter.com finanzielle Unterstützung für ihre dreiteilige Video-Reihe Wonderful Life.

## Musikalische Werke

### Alben
- Sirens (1993)
- Climb (1999)
- Dove (2002)
- Fair Skye (2003)
- Passionate Voice (2004)
- Rough and Steep (2006)
- Dreams and Variations (2007)
- Charmed (2008)
- Om Sweet Om (2011)
- Bird (2015)
- Eternal Om (2016)
- Machu Picchu (2019)

### Filmmusik
- Toys (1992): Musik von Hans Zimmer
- The Sixth Sense (1999): Musik von James Newton Howard
- Sleepy Hollow (1999): Musik von Danny Elfman
- Atlantis – Das Geheimnis der verlorenen Stadt (2001): Musik von James Newton Howard
- Spy Game – Der finale Countdown (2001): Musik von Harry Gregson-Williams
- Bruce Allmächtig (2003): Musik von John Debney
- Shrek 2 (2004): Musik von Harry Gregson-Williams
- Die Passion Christi (2004): Musik von John Debney
- Die Chroniken von Narnia: Der König von Narnia (2005): Musik von Harry Gregson-Williams
- München (2005): Musik von John Williams
- Königreich der Himmel (2005): Musik von Harry Gregson-Williams
- Transformers – Die Rache (2009): Musik von Nathan Barr
- Avatar – Aufbruch nach Pandora (2009): Musik von James Horner
- Your Highness (2011): Musik von Steve Jablonsky
- Cowboys & Aliens (2011): Musik von Harry Gregson-Williams
- The Amazing Spider-Man (2012): Musik von James Horner
- All my Life – Liebe, als gäbe es kein Morgen (All My Life, 2020)
- Salem’s Lot – Brennen muss Salem (Salem’s Lot, 2024)

### Serien
- 24 (2008): Musik von Sean Callery
- True Blood (2009): Musik von Sean Callery

### Computerspiele
- Gothic 3 (2006): Musik von Kai Rosenkranz
- Journey (2012): Musik von Austin Wintory